# Aphelandra barkleyi
Aphelandra barkleyi är en akantusväxtart som beskrevs av Emery Clarence Leonard. Aphelandra barkleyi ingår i släktet Aphelandra och familjen akantusväxter. Inga underarter finns listade i Catalogue of Life.